# Cesare Terranova

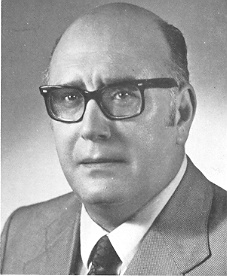
Cesare Terranova (entstanden in den 1970er Jahren)

Cesare Terranova (* 15. August 1921 in Palermo; Sizilien, Italien; † 25. September 1979 in Palermo) war ein leitender sizilianischer Ermittlungsrichter.

## Leben
Cesare Terranova war einer der ersten engagierten Ermittlungsrichter, der sich ernsthaft der Bekämpfung der Cosa Nostra, wie sich die sizilianische Mafia selbst nennt, widmete.
Von 1958 an war er in Palermo als Ermittlungsrichter tätig. Durch den Ersten Mafiakrieg 1962/1963 erhielt die Anti-Mafia-Bewegung erstmals Auftrieb und Terranova avancierte zu einem ihrer wichtigsten Vorkämpfer. 1965 klagte er Luciano Liggio und 63 weitere Mafiosi der Corleoneser an; er warf ihnen vor, den früheren Chef der Cosa Nostra von Corleone, Dr. Michele Navarra, sowie viele seiner Anhänger 1958 ermordet zu haben. Terranova untersuchte die weitreichenden Verbindungen zwischen Mafia und Politik, insbesondere die Rolle Salvatore Limas, dem seit den 1950er Jahren nachgesagt wurde, mit den palermischen Mafiafamilien verbandelt zu sein. Terranova war auch maßgeblich am „Prozess der 114“ beteiligt, in dem viele der wichtigsten Mafiosi und die Protagonisten des Mafiakrieges angeklagt waren. Dieser Prozess endete jedoch 1968 mit Freisprüchen für die meisten Angeklagten.
Luciano Liggio konnte 1974 in Mailand verhaftet werden. Bei den nachfolgenden Prozessen wurde er schließlich auch dank Terranovas Arbeit zu lebenslanger Freiheitsstrafe verurteilt.
1972 wechselte Terranova in die Politik und wurde als ein Vertreter der Linken in das italienische Parlament gewählt. Er kritisierte heftig die engen Verbindungen der Democrazia Cristiana zur Cosa Nostra. 1979, am Ende seiner zweiten Legislatur, wechselte Terranova wieder zurück nach Palermo, wo er der Chef-Ermittler am Gericht von Palermo wurde. In diesen Jahren begann die Cosa Nostra unter Führung der Corleoneser damit, ranghohe Vertreter des Staates zu ermorden, dies teils um die von ihnen ausgehende Gefahr zu eliminieren, teils auch um deren Nachfolgern eine Warnung zukommen zu lassen. Am 25. September 1979 wurde Cesare Terranova zusammen mit seinem Chauffeur und Leibwächter, dem Polizeibeamten Lenin Mancuso, in Palermo in seinem Auto erschossen.
Im Jahre 2004 wurden die Mitglieder der Sizilianischen Mafia-Kommission, Salvatore Riina, Michele Greco, Francesco Madonia und Nene Geraci als die Auftraggeber des Mordes an Terranova rechtskräftig verurteilt.